# Ulica Krowia we Wrocławiu

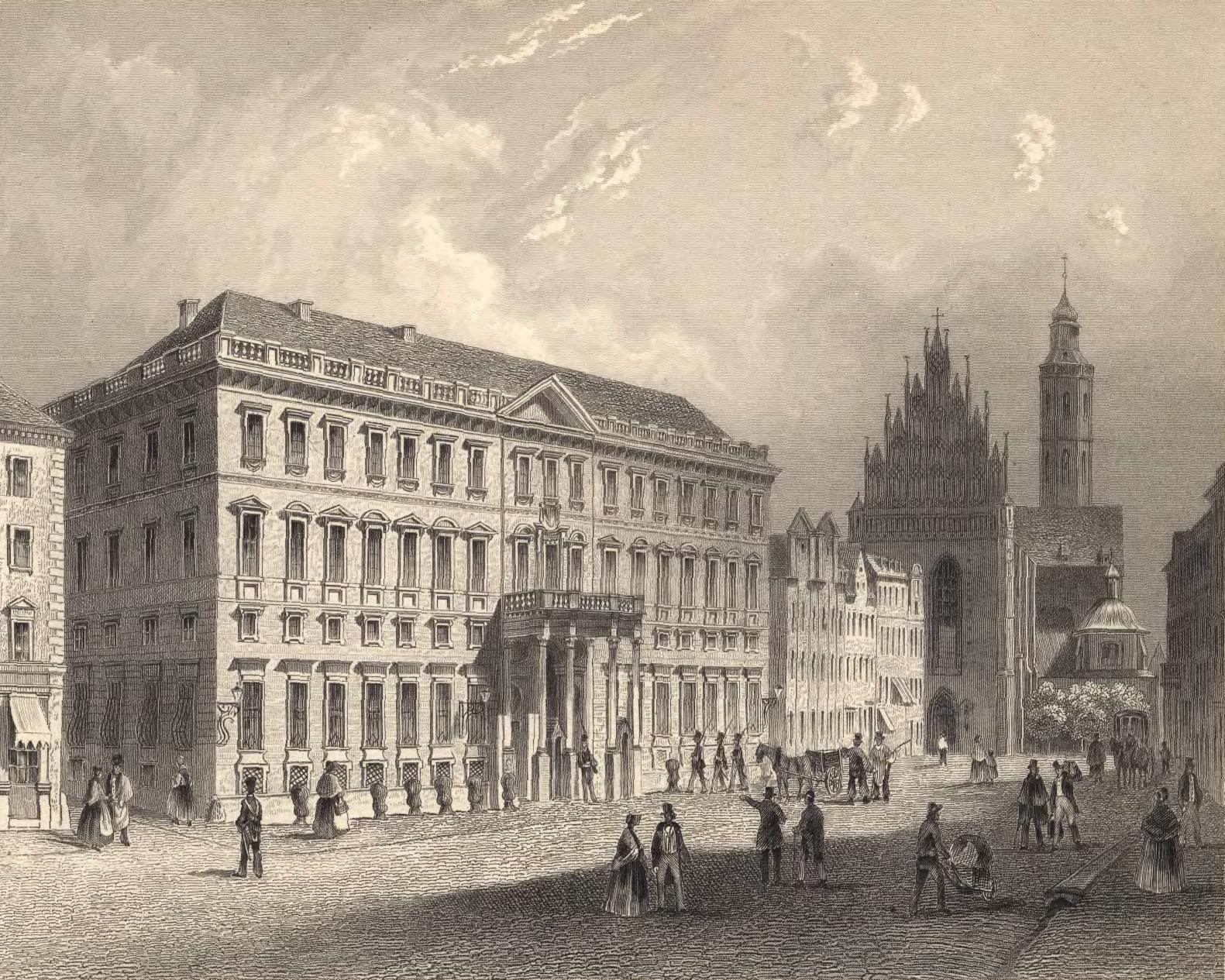
Pałac Hatzfeldta, po lewej początek ul. Krowiej

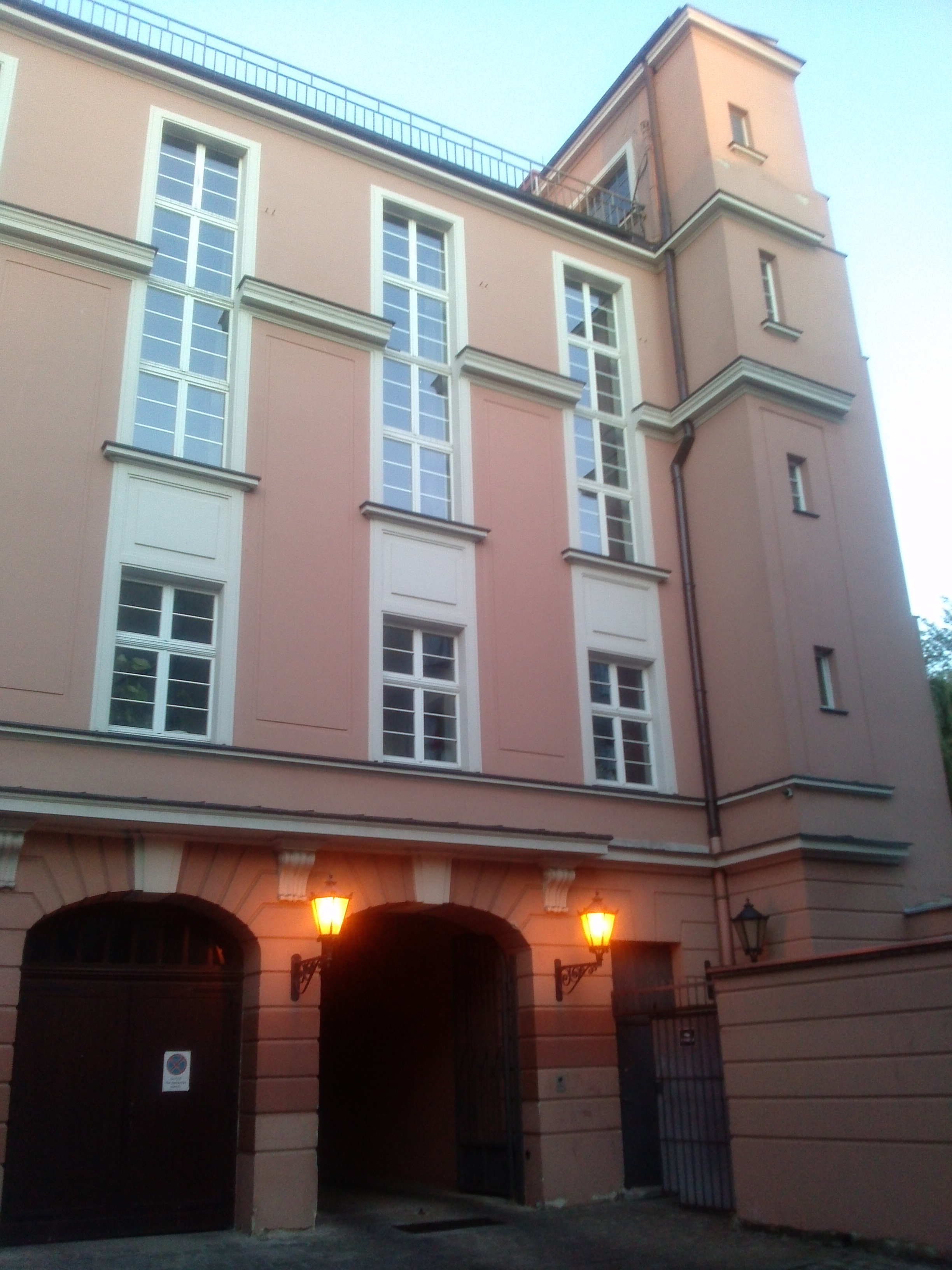
Pierzeja wschodnia

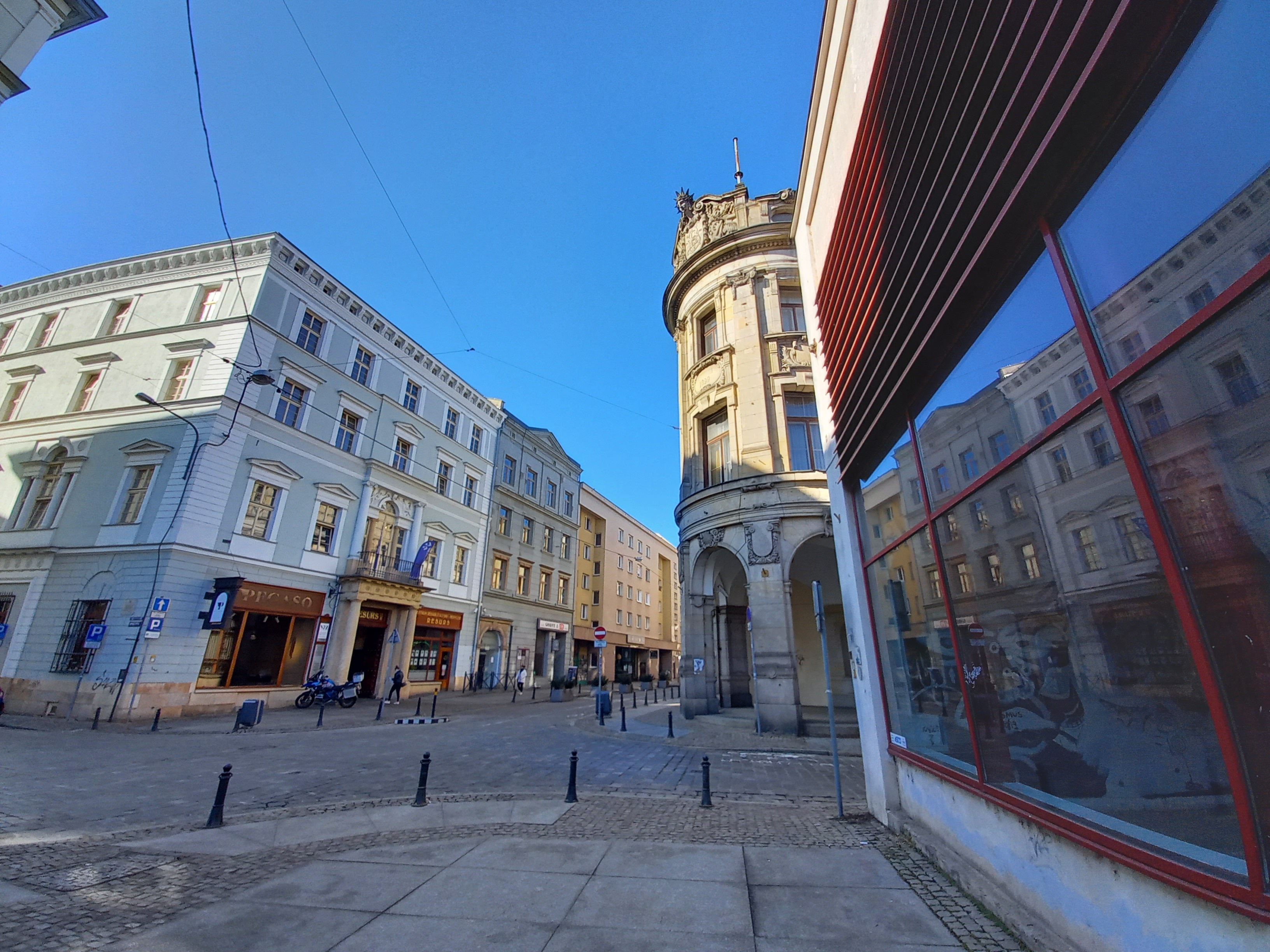
Skrzyżowanie z ul. Wita Stwosza i Biskupią

Ulica Krowia – ulica położona we Wrocławiu na Starym Mieście, w jego wschodniej części. Łączy plac Nowy Targ z ulicą Wita Stwosza. Ma 140 m długości.

## Historia
Ulica Krowia jest starą ulicą wytyczoną już w średniowieczu. Powiązana jest urbanistycznie z placem Nowy Targ. Pierwsza znana pisemna wzmianka o tej ulicy pochodzi z 1348 roku już z obecną nazwą ulicy. Przy ulicy w XVII wieku powstała karczma „Pod Długim Drzewem”. Przy ulicy po stronie wschodniej istniały oficyny, natomiast po stronie zachodniej parcele przypisane do posesji położonych przy sąsiednich ulicach.
W latach 1715–1719 wybudowano w pierzei wschodniej barokowy pałac dla F. von Hatzfeldta, uznawany za najwspanialszą miejską rezydencję. Został on zniszczony w 1760 roku podczas wojny siedmioletniej. Ruiny tego pałacu rozebrano w 1763 roku, a na jego miejsce w latach 1765–1773 wybudowano nowy pałac Hatzfeldów zbudowany dla F. Ph. A. von Hatzfeldta. W 1912 roku zabudowa tego obszaru została powiększona od strony Nowego Targu. Obiekt użytkowany był przez Nadprezydium Prowincji Śląskiej. Pałac w latach 60. XX wieku częściowo rozebrany oraz adaptowany parter, oraz rozbudowany o nowy budynek z przeznaczeniem na galerię sztuki Biura Wystaw Artystycznych.
W 1899 roku na rogu z ulicą Wita Stwosza zbudowano gmach, który obecnie jest siedzibą oddziału banku PKO BP S.A..
W czasie działań wojennych podczas oblężenia Wrocławia w 1945 roku część zabudowy przy ulicy została zniszczona, podobnie jak w całym rejonie placu Nowy Targ. W latach 60. XX wieku zbudowano w pierzei zachodniej żłobek oddany do użytkowania 10 kwietnia 1968 roku, wykorzystywany także w różnych okresach na potrzeby przedszkola oraz budynek mieszkalny przy ulicy Kotlarskiej. Po wojnie nastąpiła adaptacja reliktów pałacu na galerię.

## Nazwy
W swojej historii ulica nosiła następujące nazwy własne:
- Kugasse („Krowia”), od 1348 r.[a][2][3]
- Weyngasse („Winna”), ok. 1416/1562 r.[a][2][3]
- Fleischergässel („Rzeźnicza”), ok. XVIII w.[3]
- Langeholzgasse („Pod Długim Drzewem”, „Długie Drzewo”), od 1825 r. do 1945 r.[2][3][12]
- Krowia, od 1945 r.[1][2][3][12].

Źródło nadania ulicy pierwotnej nazwy nie jest znane. Jedynie istnieją domniemania, że w związku z powstaniem w tym rejonie Nowych Jatek, istniały tu rzeźnie i obory, ewentualnie w pobliżu mogły znajdować łąki na których wypasano zwierzęta i te okoliczności mogły stanowić o takim nazewnictwie tej ulicy i pobliskiej ulicy Świętego Wita, która wcześniej nosiła nazwę ulicy Koziej. Brak wiedzy na temat źródeł dla nazwy  Weyngasse („Winna”). Natomiast nazwę Fleischergässel („Rzeźnicza”) wiąże się z pobliskimi Nowymi Jatkami. Kolejna nazwa tej ulicy – Langeholzgasse – pochodziła od nazwy gospody (karczmy z XVII wieku), która istniała na rogu z ulicą Kotlarską. Nazwa ta w języku niemieckim brzmiała Zum langen Holz, co znaczyło „Pod Długim Drzewem”, „Długie Drzewo”. Współczesna nazwa ulicy została nadana przez Zarząd Miejski i ogłoszona w okólniku nr 97 z 31.11.1945 r..

## Układ drogowy
Do ulicy przypisana jest droga gminna o długości 140 m.
Ulice i place powiązane z ulicą Krowią:
- skrzyżowanie:
  - plac Nowy Targ[1][14]
  - ulica Kotlarska[15][16]
- skrzyżowanie: 
  - ulica Wita Stwosza[1][17]
  - ulica Biskupia[16][18].

## Zabudowa i zagospodarowanie
W pierzei zachodniej zabudowa ulicy obejmuje od południa budynki banku, fragment niezabudowany pierzei, w głębi którego znajduje się obiekt oświaty przy ulicy Krowiej 1 (użytkowany w różnych okresach jako żłobek lub przedszkole) i dalej szczyt wschodni budynku mieszkalnego położonego przy ulicy Kotlarskiej . Zachodni kwartał zabudowy, ograniczony ulicami Wita Stwosza, Łaciarską, Kotlarską i Krowią, przeznaczony jest w miejscowym planie zagospodarowania przestrzennego na potrzeby usług i hotelarstwa w części południowej, a w części północnej usług, hotelarstwa i mieszkalnictwa, przy czym pomiędzy tymi dwoma strefami przewiduje się wykreowanie nowej ulicy klasy dojazdowej łączącej ulicę Krowią z ulicą Łaciarską, w tym ulicy pod zabudową uzupełniającą pierzeję zachodnią.
W pierzei wschodniej zabudowa ulicy obejmuje od południa budynek galerii z reliktami pałacu od strony ulicy Wita Stwosza, dalej niezbudowany fragment terenu, a za nim kompleks zabudowy Urzędu Miejskiego Wrocławia (dawniej Nadprezydium Prowincji Śląskiej) . Cały ten kwartał zabudowy, ograniczony placem Nowy Targ, ulicą Świętego Wita, ulicą Wita Stwosza i ulicą Krowią, przeznaczony jest w miejscowym planie zagospodarowania przestrzennego na potrzeby usług i hotelarstwa.

## Ochrona i zabytki
Obszar, na którym położona jest ulica Krowia podlega ochronie w ramach zespołu urbanistycznego Starego Miasta z XIII-XIX wieku, wpisanego do rejestru zabytków pod nr rej.: 196 z 15.02.1962 oraz A/1580/212 z 12.05.1967. Inną formą ochrony tych obszarów jest ustanowienie historycznego centrum miasta, w nieco szerszym obszarowo zakresie niż wyżej wskazany zespół urbanistyczny, jako pomnik historii  . Samo miasto włączyło ten obszar jako cenny i wymagający ochrony do Parku Kulturowego "Stare Miasto", który zakłada ochronę krajobrazu kulturowego oraz uporządkowanie, zachowanie i właściwe kształtowanie krajobrazu kulturowego oraz historycznego charakteru najstarszej części miasta . Ponadto wymaga się stosowania nawierzchni kamiennej ulic i chodników.
W otoczeniu ulicy znajdują się następujące zabytki:
| nr                 | obiekt | powstanie | nr rej.                                                      | foto |
| ------------------ | --- | --- | ------------------------------------------------------------ | ---- |
| plac Nowy Targ     | | |                                                              |      |
| 1-8                | Nadprezydium Prowincji Śląskiej (Oberpräsidium), obecnie Urząd Miasta Wrocławia pierzeja wschodnia                                                                            | XIX wiek, lata 1914-1918 (projekt K. Löwe; rozbudowa i przebudowa), po 1945 r.                                | rejestr zabytków: nr A/2269/504/Wm z dnia 15.01.1993 r.      |      |
| ulica Wita Stwosza | | |                                                              |      |
| 32                 | Portyk pałacu Hatzfeldów, obecnie budynku galerii Awangarda pierzeja wschodnia                                                                                                | lata 1715–1722, lata 1766–1773 (projekt Carl Gotthard Langhans)                                               | rejestr zabytków: nr A/2796/173 z dnia 15.02.1962 r.         |      |
| 33-35              | Budynek Śląskiego Towarzystwa Bankowego (Schlesischer Bankverein), obecnie budynek PKO Bank Polski pierzeja zachodnia                                                         | 1906 r. (na miejscu XVII wiecznego pałacu)                                                                    | mpzp , GEZ, rejestr zabytków: nr A/6056 z dnia 23.08.2017 r. |      |
| 33-35              | Budynek banku Śląskiego Towarzystwa Bankowego (Schlesischer Bankverein), obecnie nieużytkowany pierzeja zachodnia                                                             | 1899 r. (1899, 1906, 1922)                                                                                    | mpzp , GEZ,                                                  |      |
| 16                 | Kamienica z częścią usługową, obecnie budynek biurowo-usługowy (od ul. Biskupiej – XVI-wiek portal z Rynek 12)) zamyka oś widokową w kierunku południowym, pierzeja zachodnia | 1804 r. (na miejscu wcześniejszej z winiarnią Philippich); 1904 r. (przeniesienie portalu) (1802 r., XX wiek) | rejestr zabytków: nr A/2797/172 z dnia 15.02.1962            |      |
| ulica Biskupia     | | |                                                              |      |
| 10a                | Hotel de Rome i sklep Carla Marlienzen, obecnie Dolnośląski Zakład Doskonalenia Zawodowego zamyka oś widokową w kierunku południowym, pierzeja wschodnia                      | lata 90. XIX wieku (XV wiek, 1863 r.)                                                                         | rejestr zabytków: A/1394/583/Wm z dnia 24.12.1998 r.         |      |